# Greg Burson
Lewis Gregory Burson, detto Greg (Los Angeles, 29 giugno 1949 – Los Angeles, 22 luglio 2008), è stato un doppiatore statunitense.

## Biografia
Famoso per aver dato voce a Bugs Bunny e all'Orso Yoghi, è morto a causa di alcune complicazioni dovute al diabete e all'arteriosclerosi. Aveva 59 anni.

## Doppiaggio (parziale)
- Tom & Jerry - Il film - Uomo dei traslochi[1]